# Algia felderi
Algia felderi is een vlinder uit de familie van de Nymphalidae. De wetenschappelijke naam van de soort is voor het eerst gepubliceerd in 1877 door Theodor Franz Wilhelm Kirsch.

## Verspreiding
Deze soort komt voor in Nieuw-Guinea.

## Ondersoorten
- Algia felderi felderi (Kirsch, 1877)
  - = Cirrochroa felderi felderi (Kirsch, 1877)
- Algia felderi mimicus (Rothschild, 1904)
  - = Messaras mimicus Rothschild, 1904
  - = Cupha mimicus
  - = Cupha felderi mimicus